# Кастельковаті
Кастельковаті (італ. Castelcovati) — муніципалітет в Італії, у регіоні Ломбардія, провінція Брешія.
Кастельковаті розташоване на відстані близько 450 км на північний захід від Рима, 60 км на схід від Мілана, 23 км на захід від Брешії.
Населення — 6611 осіб (2014).

## Демографія
Населення за роками:

Станом на 1 січня 2023 року в муніципалітеті офіційно проживало 1328 іноземців з 38 країн, серед них 187 громадян країн Євросоюзу та 15 громадян України.

## Сусідні муніципалітети
- Кастреццато
- К'ярі
- Комеццано-Чиццаго